# Lista episoadelor din Sofia Întâi
Următoarea este o listă a episoadelor a serialului Sofia Întâi, difuzat pe Disney Junior.

## Tabelul episoadelor
| Sezon | Sezon | Episoade | Premiera originală | Premiera originală | Premiera în România | Premiera în România |
| Sezon | Sezon | Episoade | Premieră sezon     | Final sezon        | Premieră sezon      | Final sezon         |
| ----- | ----- | -------- | ------------------ | ------------------ | ------------------- | ------------------- |
|       | Pilot | Pilot    | 18 noiembrie 2012  | 18 noiembrie 2012  | 20 aprilie 2013     | 20 aprilie 2013     |
|       | 1     | 25       | 11 ianuarie 2013   | 14 februarie 2014  | 11 mai 2013         | 14 iunie 2014       |
|       | 2     | 30       | 28 februarie 2014  | 12 august 2015     | 27 septembrie 2014  | 20 iunie 2015       |
|       | 3     | 28       | 5 august 2015      | 31 martie 2017     | 17 octombrie 2015   | 31 decembrie 2016   |
|       | 4     | 30       | 28 aprilie 2017    | 7 septembrie 2018  | 30 septembrie 2017  | 9 martie 2019       |

## Lista episoadelor

### Episod pilot (2012)
| # | Titlu                                              | Regizat de     | Scris de     | Premiera originală | Premiera în România |
| - | -------------------------------------------------- | -------------- | ------------ | ------------------ | ------------------- |
| — | „Sofia Întâi:A fost odată ca niciodată o prințesă” | Jamie Mitchell | Craig Gerber | 18 noiembrie 2012  | 20 aprilie 2013     |

### Sezonul 1 (2013-14)
| # (serial) | # (sezon) | Titlu                          | Scris de                        | Premiera originală | Premiera în România |
| ---------- | --------- | ------------------------------ | ------------------------------- | ------------------ | ------------------- |
| 1          | 1         | „Doar o prințesă”              | Craig Gerber                    | 11 ianuarie 2013   | 11 mai 2013         |
| 2          | 2         | „Petrecerea în pijamale”       | Erica Rothschild                | 18 ianuarie 2013   | 12 mai 2013         |
| 3          | 3         | „Să iasă trolii la lumină”     | Doug Cooney                     | 25 ianuarie 2013   | 18 mai 2013         |
| 4          | 4         | „Ucenica lui Cedric”           | Craig Gerber                    | 1 februarie 2013   | 25 mai 2013         |
| 5          | 5         | „Un dezastru regal”            | Laurie Israel & Rachel Ruderman | 8 februarie 2013   | 1 iunie 2013        |
| 6          | 6         | „Prințesa cea timidă”          | Erica Rothschild                | 22 februarie 2013  | 8 iunie 2013        |
| 7          | 7         | „Iepuraș cu funda albastră”    | Craig Gerber                    | 15 martie 2013     | 15 iunie 2013       |
| 8          | 8         | „Testul prințeselor”           | Laurie Israel & Rachel Ruderman | 12 aprilie 2013    | 29 iunie 2013       |
| 9          | 9         | „Ziua liberă a lui Baileywick” | Doug Cooney                     | 26 aprilie 2013    | 22 iunie 2013       |
| 10         | 10        | „Picnicul Tri-Regat”           | Laurie Israel & Rachel Ruderman | 17 mai 2013        | 3 august 2013       |
| 11         | 11        | „Micuța vrăjitoare”            | Erica Rothschild                | 31 mai 2013        | 24 august 2013      |
| 12         | 12        | „Amândouă spre Tangu”          | Erica Rothschild                | 14 iunie 2013      | 10 august 2013      |
| 13         | 13        | „În căutarea lui Trifoi”       | Craig Gerber & Doug Cooney      | 28 iunie 2013      | 17 august 2013      |
| 14         | 14        | „Amuleta din Avalor”           | Laurie Israel & Rachel Ruderman | 12 iulie 2013      | 26 octombrie 2013   |
| 15         | 15        | „Cercetașele”                  | Doug Cooney                     | 2 august 2013      | 2 noiembrie 2013    |
| 16         | 16        | „Doamna Urzică”                | Erica Rothschild                | 23 august 2013     | 9 noiembrie 2013    |
| 17         | 17        | „Amuleta și imnul”             | Matt Boren                      | 13 septembrie 2013 | 16 noiembrie 2013   |
| 18         | 18        | „Petrecerea Sofiei”            | Doug Cooney                     | 27 septembrie 2013 | 8 februarie 2014    |
| 19         | 19        | „Prințesa fluture ”            | Erica Rothschild                | 11 octombrie 2013  | 15 februarie 2014   |
| 20         | 20        | „Mătușa aventuroasă”           | Carter Crocker                  | 25 octombrie 2013  | 22 februarie 2014   |
| 21         | 21        | „Regele brutar”                | Laurie Israel & Rachel Ruderman | 8 noiembrie 2013   | 1 martie 2014       |
| 22-23      | 22-23     | „Palatul plutitor”             | Craig Gerber                    | 24 noiembrie 2013  | 1 februarie 2014    |
| 24         | 24        | „Sărbătoare în Misteria”       | Craig Gerber                    | 1 decembrie 2013   | 8 martie 2014       |
| 25         | 25        | „Patru nu-i prea mult”         | Elizabeth Keyishian             | 14 februarie 2014  | 14 iunie 2014       |

### Sezonul 2 (2014-15)
| # (serial) | # (sezon) | Titlu                                   | Scris de                          | Premiera originală | Premiera în România |
| ---------- | --------- | --------------------------------------- | --------------------------------- | ------------------ | ------------------- |
| 26         | 1         | „Două prințese și un bebe”              | Laurie Israel, Rachel Ruderman    | 28 februarie 2014  | 4 octombrie 2014    |
| 27         | 2         | „Festinul fermecat”                     | Craig Gerber & Michael G. Stern   | 4 aprilie 2014     | 27 septembrie 2014  |
| 28         | 3         | „Coroana pentru zbor”                   | Erica Rothschild                  | 11 aprilie 2014    | 11 octombrie 2014   |
| 29         | 4         | „Mamă este cuvântul”                    | Michael G. Stern                  | 25 aprilie 2014    | 18 octombrie 2014   |
| 30         | 5         | „Cavalerul tăcut”                       | Laurie Israel & Rachel Ruderman   | 9 mai 2014         | 25 octombrie 2014   |
| 31         | 6         | „Expoziția de magie”                    | Carter Crocker & Erica Rothschild | 30 mai 2014        | 1 noiembrie 2014    |
| 32         | 7         | „Rege pentru o zi”                      | Dani Michaeli                     | 27 iunie 2014      | 8 noiembrie 2014    |
| 33         | 8         | „Când îți pui o dorință într-o fântână” | Michael G. Stern                  | 11 iulie 2014      | 15 noiembrie 2014   |
| 34         | 9         | „Inventiva Gwen”                        | Michael G. Stern                  | 25 iulie 2014      | 22 noiembrie 2014   |
| 35         | 10        | „Sofia a doua”                          | Erica Rothschild                  | 1 august 2014      | 29 noiembrie 2014   |
| 36         | 11        | „Lunca Vrajei”                          | Michael G. Stern                  | 8 august 2014      | 21 martie 2015      |
| 37         | 12        | „Prințesele salvează!”                  | Laurie Israel, Rachel Ruderman    | 15 august 2014     | 28 martie 2015      |
| 38         | 13        | „Gala fantomă”                          | Laurie Israel & Rachel Ruderman   | 3 octombrie 2014   | 4 aprilie 2015      |
| 39         | 14        | „Cheia de smarald”                      | Laurie Israel & Rachel Ruderman   | 11 octombrie 2014  | 11 aprilie 2015     |
| 40         | 15        | „Animăluțe amestecate”                  | Erica Rothschild                  | 17 octombrie 2014  | 25 aprilie 2015     |
| 41         | 16        | „Prințesele stau în tablou”             | Krista Tucker                     | 24 octombrie 2014  | 2 mai 2015          |
| 42         | 17        | „Baileywhoops”                          | Michael G. Stern                  | 7 noiembrie 2014   | 9 mai 2015          |
| 43-44      | 18-19     | „Blestemul prințesei Ivy”               | Craig Gerber & Erica Rothschild   | 23 noiembrie 2014  | 16 mai 2015         |
| 45         | 20        | „Darul iernii”                          | Michael G. Stern                  | 12 decembrie 2014  | 18 aprilie 2015     |
| 46         | 21        | „Festivalul frunzelor cântătoare”       | Laurie Israel & Rachael Ruderman  | 16 ianuarie 2015   | 23 mai 2015         |
| 47         | 22        | „Profesorul Cedric”                     | Krista Tucker                     | 20 februarie 2015  | 30 mai 2015         |
| 48         | 23        | „Trifoi,colegul de cameră”              | Laurie Israel & Rachel Ruderman   | 27 martie 2015     | 6 iunie 2015        |
| 49         | 24        | „Tizzy,zâna cea bună”                   | Erica Rothschild                  | 27 martie 2015     | 27 iunie 2015       |
| 50         | 25        | „Povestea a două echipe”                | Michael G. Stern                  | 27 martie 2015     | 13 iunie 2015       |
| 51         | 26        | „Cea mai mică prințesă”                 | Laurie Israel și Rachel Ruderman  | 1 iulie 2015       | 20 iunie 2015       |
| 52         | 27        | „Cercetașa Amber”                       | Michael G. Stern                  | 8 iulie 2015       | 29 august 2015      |
| 53         | 28        | „Carol,cea cu arcul”                    | Krista Tucker                     | 15 iulie 2015      | 5 septembrie 2015   |
| 54         | 29        | „Cântăreața Clio”                       | Erica Rothschild                  | 22 iulie 2015      | 12 septembrie 2015  |
| 55         | 30        | „Dispariția lui Minimus”                | Erica Rothschild                  | 12 august 2015     | 19 septembrie 2015  |

### Sezonul 3 (2015-16)
| # (serial) | # (sezon) | Titlu                                                    | Scris de                         | Premiera originală | Premiera în România |
| ---------- | --------- | -------------------------------------------------------- | -------------------------------- | ------------------ | ------------------- |
| 56         | 1         | „Fluke cel încrezut”                                     | Michael G. Stern                 | 5 august 2015      | 17 octombrie 2015   |
| 57         | 2         | „Cedric,fii bun!”                                        | Laurie Israel și Rachel Ruderman | 18 septembrie 2015 | 24 octombrie 2015   |
| 58         | 3         | „Clubul de aventuri al prințeselor”                      | Erica Rothschild                 | 25 septembrie 2015 | 31 octombrie 2015   |
| 59         | 4         | „Îngrijirea conacului”                                   | Krista Tucker                    | 2 octombrie 2015   | 7 noiembrie 2015    |
| 60         | 5         | „Biblioteca secretă”                                     | Craig Gerber                     | 12 octombrie 2015  | 14 noiembrie 2015   |
| 61         | 6         | „Noul duh din zonă”                                      | Krista Tucker                    | 16 octombrie 2015  | 21 noiembrie 2015   |
| 62         | 7         | „A sosit spiridușa!”                                     | Michael G. Stern                 | 23 octombrie 2015  | 28 noiembrie 2015   |
| 63         | 8         | „Baletul prințeselor”                                    | Laurie Israel și Rachel Ruderman | 1 noiembrie 2015   | 5 decembrie 2015    |
| 64         | 9         | „Spiridușii Wee să se mute”                              | Erica Rothschild                 | 6 noiembrie 2015   | 12 decembrie 2015   |
| 65         | 10        | „Sofia în Elvenmoor”                                     | Krista Tucker                    | 13 noiembrie 2015  | 19 decembrie 2015   |
| 66         | 11        | „Lani furtunoasa”                                        | Allen J. Zipper                  | 20 noiembrie 2015  | 26 decembrie 2015   |
| 67         | 12        | „Regele patinoarului”                                    | Laurie Israel și Rachel Ruderman | 4 decembrie 2015   | 2 ianuarie 2016     |
| 68         | 13        | „Biblioteca secretă:Olaf și povestea domnișoarei Urzică” | Rachel Ruderman și Craig Gerber  | 15 februarie 2016  | 11 iunie 2016       |
| 69         | 14        | „Plecată cu bagheta”                                     | Michael G. Stern                 | 4 martie 2016      | 18 iunie 2016       |
| 70         | 15        | „Micul dragon obraznic”                                  | Vivian Mijia                     | 11 martie 2016     | 25 iunie 2016       |
| 71         | 16        | „Schimb de iepuri”                                       | Erica Rothschild                 | 25 martie 2016     | 2 iulie 2016        |
| 72         | 17        | „Spionul regal”                                          | Laurie Israel                    | 8 aprilie 2016     | 19 septembrie 2016  |
| 73         | 18        | „Cei mai buni în spectacolul aerian”                     | Erica Rothschild                 | 6 mai 2016         | 3 septembrie 2016   |
| 74         | 19        | „Ziua taților și a fiicelor”                             | Laurie Israel și Rachel Ruderman | 17 iunie 2016      | 9 iunie 2016        |
| 75         | 20        | „Povestea cavalerului Nobil”                             | Laurie Israel și Rachel Ruderman | 1 iulie 2016       | 3 septembrie 2016   |
| 76         | 21        | „Zmeul din bambus”                                       | Craig Carlisle                   | 8 iulie 2016       | 20 mai 2017         |
| 77         | 22        | „Frumoasa e bestia”                                      | Erica Rothschild                 | 12 august 2016     | 27 mai 2017         |
| 78         | 23        | „Ziua ceaunului”                                         | Jamie Mitchell                   | 7 octombrie 2016   | 13 mai 2017         |
| 79         | 24        | „Tabăra Codrului”                                        | Michael G. Stern                 | 28 octombrie 2016  | 3 iunie 2017        |
| —          | —         | „Elena și secretul din Avalor”                           | Krista Tucker                    | 20 noiembrie 2016  | 3 decembrie 2016    |
| 80         | 25        | „Vacanța regală”                                         | Craig Gerber                     | 11 noiembrie 2016  | 10 iunie 2017       |
| 81         | 26        | „Colegiul de vrăji”                                      | Rachel Ruderman                  | 6 ianuarie 2017    | 1 iulie 2017        |
| 82         | 27        | „Prințesa Minune”                                        | Rachel Ruderman                  | 10 februarie 2017  | 24 iunie 2017       |
| 83         | 28        | „Un punct pentru cărți”                                  | Erica Rothschild                 | 31 martie 2017     | 26 noiembrie 2016   |

### Sezonul 4 (2017-18)
| # (serial) | # (sezon) | Titlu                                        | Scris de                         | Premiera originală | Premiera în România |
| ---------- | --------- | -------------------------------------------- | -------------------------------- | ------------------ | ------------------- |
| 84         | 1         | „Ziua Vrăjitorilor”                          | Laurie Israel                    | 28 aprilie 2017    | 30 septembrie 2017  |
| 85         | 2         | „Biblioteca secretă: Povestea torței eterne” | Don Gillies                      | 5 mai 2017         | 7 octombrie 2017    |
| 86         | 3         | „Coroana de flori”                           | Craig Carlisle                   | 12 mai 2017        | 14 octombrie 2017   |
| 87         | 4         | „Dați vina pe duh!”                          | Matt Hoverman                    | 19 mai 2017        | 21 octombrie 2017   |
| 88-90      | 5-7       | „Insulele Mistice”                           | Laurie Israel și Rachel Ruderman | 24 iunie 2017      | 28 octombrie 2017   |
| 91         | 8         | „Insulele Mistice: Prințesa și Protectorul”  | Craig Carlisle și Laurie Israel  | 30 iunie 2017      | 4 noiembrie 2017    |
| 92         | 9         | „Dragonul regal”                             | Rachel Ruderman                  | 21 iulie 2017      | 17 februarie 2018   |
| 93         | 10        | „Insulele Mistice: Iapa din negură”          | Craig Carlisle                   | 4 august 2017      | 24 februarie 2018   |
| 94         | 11        | „Oglinda timpului”                           | Rachel Ruderman                  | 18 august 2017     | 3 martie 2018       |
| 95         | 12        | „Prințesa Jade”                              | Matt Hoverman                    | 1 septembrie 2017  | 10 martie 2018      |
| 96         | 13        | „Adevărata culoare a lui Ivy”                | Craig Carlisle                   | 29 septembrie 2017 | 17 martie 2018      |
| 97         | 14        | "Prea drăguță să se sperie"                  | Laurie Israel                    | 13 octombrie 2017  | 11 noiembrie 2017   |
| 98         | 15        | "Pirați la bord"                             | Tom Rogers                       | 20 octombrie 2017  | 16 iunie 2018       |
| 99         | 16        | "Insulele Mistice: Ochi de șoim"             | Rachel Ruderman                  | 27 octombrie 2017  | 23 iunie 2018       |
| 100        | 17        | "Insulele Mistice: Marele viclean"           | Laurie Israel                    | 3 noiembrie 2017   | 30 iunie 2018       |
| 101        | 18        | "Insulele Mistice: O Wassalia mistică"       | Matt Hoverman                    | 1 decembrie 2017   | 13 decembrie 2018   |
| 102        | 19        | "Dorința de ziua aniversării"                | Matt Hoverman                    | 5 ianuarie 2018    | 7 iulie 2018        |
| 103        | 20        | "Avem încredere în Cedric"                   | Laurie Israel                    | 26 ianuarie 2018   | 14 iulie 2018       |
| 104        | 21        | "Insulele Mistice: Un erou pentru Hoodwinks" | Craig Carlisle                   | 16 februarie 2018  | 4 martie 2019       |
| 105        | 22        | "Insulele Mistice: Zânele sub acoperire"     | Matt Hoverman                    | 2 martie 2018      | 5 martie 2019       |
| 106        | 23        | "O nuntă regală"                             | Rachel Ruderman                  | 14 mai 2018        | 21 iulie 2018       |
| 107        | 24        | "Târgul școlii regale"                       | Eva Konstantopoulos              | 15 mai 2018        | 28 iulie 2018       |
| 108        | 25        | "Piramida pierdută"                          | Matt Hoverman                    | 16 mai 2018        | 6 martie 2019       |
| 109        | 26        | "Întoarcerea la golful Merroway"             | Craig Carlisle                   | 17 mai 2018        | 4 august 2018       |
| 110        | 27        | "Situația cu elfi"                           | Craig Carlisle                   | 18 mai 2018        | 7 martie 2019       |
| 111-113    | 28-30     | "Sofia Întâi: Mereu Regal"                   | Craig Gerber și Michael G. Stern | 8 septembrie 2018  | 9 martie 2019       |